# 熱異常
『熱異常』（ねついじょう）は、いよわによる楽曲。ボーカロイドに足立レイと初音ミクを起用している。2022年10月22日に3枚目のアルバム『映画、陽だまり、卒業式』からリリースされた。このリリースに先行して、同月10月8日にニコニコ動画、同月12日にYouTubeへと投稿された。

## 内容
この曲は足立レイの視点で書かれており、苦しい終末世界を綴っている。『一千光年』と対になる形で描かれており、一千光年は世界がいつまでも続いてほしいという願いが綴られているのに対し、この曲では世界が滅亡に向かっていく様子が書かれている。
ミュージックビデオではボイスレコーダーを持った足立レイが描かれている。

## 構成
シングルバージョンではBPMは183、嬰ハ長調に設定されている。音域はG#3-F5である。アルバムに収録されたバージョンでは変ロ短調となっている。

## 反響
この曲はThe VOCALOID Collection 2022 AutumnのTOP100ランキングにおいて一位を獲得した。この際にプロジェクトセカイ カラフルステージ! feat. 初音ミクに収録される予定であったが、応募条件を満たしていなかったため見送られた。いよわは応募条件を途中で知ったがすでに楽曲が注目を集めていたため、そこから応募するのは違うと感じたと述べている。その後、2024年5月17日に3DMVの公開とともにこの曲は追加された。
2023年3月にニコニコ動画でミュージックビデオが100万回再生を達成した。これは同年10月に原口沙輔の『人マニア』に抜かされるまでUTAUの楽曲としては最速の記録(153日)であった。Spotifyでは2024年8月時点で230万回再生されており、同アルバムでもっともストリーミングされている楽曲である。
日本の歌手宮下遊などによる歌ってみた動画も数多く投稿されている。